# Agabus sturmii
Agabus sturmii es una especie de escarabajo del género Agabus, familia Dytiscidae. Fue descrita científicamente por Gyllenhal en 1808.

## Distribución geográfica
Es una especie de escarabajo nativa del Paleártico (incluida Europa) y el Cercano Oriente. En Europa, solo se encuentra en Austria, Bielorrusia, Bélgica, Bosnia y Herzegovina, Gran Bretaña, incluidas Shetland, Orcadas, Hébridas e isla de Man, Bulgaria, Croacia, República Checa, Dinamarca continental, Estonia, Finlandia, Francia continental, Alemania, Hungría, República de Irlanda, Italia continental, Kaliningrado, Letonia, Lituania, Luxemburgo, Irlanda del Norte, Macedonia del Norte, Noruega continental, Polonia, Rusia, Eslovaquia, Eslovenia, España continental, Suecia, Suiza, Países Bajos y Ucrania.